# Condado de Anderson (Kentucky)
O Condado de Anderson é um dos 120 condados do estado americano de Kentucky. A sede do condado é Lawrenceburg, e sua maior cidade é Lawrenceburg. O condado possui uma área de 529 km² (dos quais 4 km² estão cobertos por água), uma população de 19 111 habitantes, e uma densidade populacional de 36 hab/km² (segundo o censo nacional de 2000). O condado foi fundado em 1827.